# The Men Who Stare at Goats
The Men Who Stare at Goats is een filmkomedie uit 2009, geproduceerd door Grant Heslov en geschreven door Peter Straughan. Het is gebaseerd op het boek The Men Who Stare at Goats van auteur Jon Ronson.

## Verhaal
Bob Wilton (Ewan McGregor) is een in Irak gestationeerde reporter die op zoek is naar een goed verhaal. In Irak ontmoet hij Lyn Cassady (George Clooney), die zegt dat hij een voormalig paranormaal soldaat is. Hij vertelt over een afdeling van het Amerikaanse leger die zich focust op het ontwikkelen van paranormale strijdkrachten. Samen gaan ze op zoek naar het hoofdkwartier, waar ze de oprichter van het hoofdkwartier (Jeff Bridges) en de afdelingschef (Kevin Spacey) weer ontmoeten.

## Rolverdeling
| Acteur          | Personage                      |
| --------------- | ------------------------------ |
| George Clooney  | Lyn Cassady                    |
| Ewan McGregor   | Bob Wilton                     |
| Jeff Bridges    | Bill Django                    |
| Kevin Spacey    | Larry Hooper                   |
| Stephen Lang    | Brigadier General Dean Hopgood |
| Robert Patrick  | Todd Nixon                     |
| Stephen Root    | Gus Lacey                      |
| Rebecca Mader   | Debora Wilton                  |
| Glenn Morshower | Major Jim Holtz                |